# Kanton Beauville
Kanton Beauville (francouzsky Canton de Beauville) je francouzský kanton v departementu Lot-et-Garonne v regionu Akvitánie. Tvoří ho osm obcí.

## Obce kantonu
- Beauville
- Blaymont
- Cauzac
- Dondas
- Engayrac
- Saint-Martin-de-Beauville
- Saint-Maurin
- Tayrac